# La Celle-Saint-Cloud
Pour les articles homonymes, voir La Celle et Saint-Cloud (homonymie).
Ne doit pas être confondu avec Saint-Cloud.
La Celle-Saint-Cloud est une ville française située à 12 km de Paris (porte d'Auteuil) dans le département des Yvelines en région Île-de-France. Elle est rattachée à la communauté d'agglomération Versailles Grand Parc.
Ses habitants sont appelés les Cellois ou Celloclodoaldiens. Le terme officiel est Cellois.

## Géographie

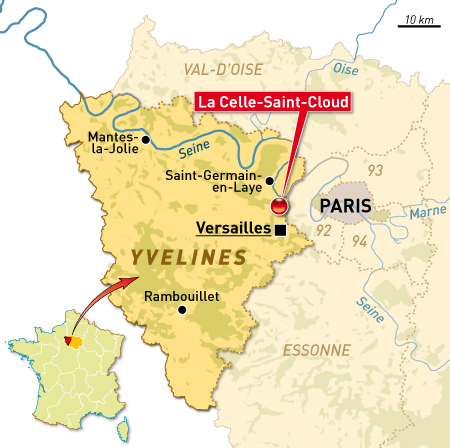
Situation de La Celle-Saint-Cloud dans les Yvelines.

### Localisation
La commune de La Celle-Saint-Cloud se trouve principalement sur les versants est et ouest du vallon de la Drionne. Elle se trouve à environ quatre kilomètres de Nanterre, à huit kilomètres au sud-est de Saint-Germain-en-Laye et à six kilomètres au nord de Versailles, à la limite du département des Hauts-de-Seine (Rueil-Malmaison, Nanterre et Vaucresson).
La commune est limitrophe de Rueil-Malmaison au nord-est, de Vaucresson au sud-est, du Chesnay-Rocquencourt au sud et au sud-ouest, de Louveciennes à l'ouest, et de Bougival au nord et au nord-ouest.
Le territoire est largement urbanisé avec de grands ensembles d'immeubles, comme la résidence « Élysée 2 », dans l'est (construite en 1963, elle compte 1 128 appartements et 353 chambres de service), le quartier de l'Étang Sec, le quartier de la Renaissance, le quartier de la Châtaigneraie et aussi le quartier Beauregard dans le sud et de nombreux logements sociaux HLM. Elle conserve cependant, surtout au sud et à l'ouest, de grands espaces boisés, dont une petite partie de la forêt de Fausses-Reposes.
La résidence du domaine Saint François D’Assise créé en 1953 avec des maisons compte désormais plus de 1000 habitants et de nouveaux immeubles.

### Climat
Pour des articles plus généraux, voir Climat de l'Île-de-France et Climat des Yvelines.
En 2010, le climat de la commune est de type climat océanique dégradé des plaines du Centre et du Nord, selon une étude du CNRS s'appuyant sur une série de données couvrant la période 1971-2000. En 2020, Météo-France publie une typologie des climats de la France métropolitaine dans laquelle la commune est exposée à un climat océanique altéré et est dans la région climatique Sud-ouest du bassin Parisien, caractérisée par une faible pluviométrie, notamment au printemps (120 à 150 mm) et un hiver froid (3,5 °C).
Pour la période 1971-2000, la température annuelle moyenne est de 10,8 °C, avec une amplitude thermique annuelle de 14,7 °C. Le cumul annuel moyen de précipitations est de 660 mm, avec 11,1 jours de précipitations en janvier et 7,8 jours en juillet. Pour la période 1991-2020, la température moyenne annuelle observée sur la station météorologique la plus proche, située sur la commune de Toussus-le-Noble à 12 km à vol d'oiseau, est de 11,5 °C et le cumul annuel moyen de précipitations est de 677,0 mm,. Pour l'avenir, les paramètres climatiques de la commune estimés pour 2050 selon différents scénarios d'émission de gaz à effet de serre sont consultables sur un site dédié publié par Météo-France en novembre 2022.

## Urbanisme

### Typologie
Au 1er janvier 2024, La Celle-Saint-Cloud est catégorisée grand centre urbain, selon la nouvelle grille communale de densité à sept niveaux définie par l'Insee en 2022.
Elle appartient à l'unité urbaine de Paris, une agglomération inter-départementale regroupant 407  communes, dont elle est une commune de la banlieue,,. Par ailleurs la commune fait partie de l'aire d'attraction de Paris, dont elle est une commune du pôle principal,. Cette aire regroupe 1 929 communes,.

### Voies de communication et transports
Le territoire de La Celle-Saint-Cloud est traversé par le chemin de grande randonnée GR1, entre Vaucresson à l'est et Louveciennes à l'ouest.

#### Réseau routier
La commune est traversée dans sa partie sud par l'A13 (autoroute de Normandie), avec deux échangeurs le premier (no 6) à la limite de Rocquencourt (direction province) et le deuxième à la limite de Vaucresson (direction Paris). Elle est également desservie par plusieurs axes routiers importants : la route départementale 307 prolongée jusqu'à Saint-Cloud à l'est et Mareil-sur-Mauldre à l'ouest, en délimitation sud de la commune et d'orientation est-ouest, la route nationale 186 (Versailles - Saint-Germain-en-Laye) en délimitation ouest du territoire et d'orientation nord-sud et la route départementale 321 qui travers la commune en axe nord-sud (Croissy-sur-Seine à Versailles). Le chantier d'élargissement de l'A13 provoque encore des embouteillages, à la limite entre La Celle-Saint-Cloud et Le Chesnay. Il s'agit de travaux sur les ouvrages d'art qui font passer l'autoroute au-dessus des routes départementales 321 et 307. Le sous-sol de la commune est traversé par l'autoroute A86, entièrement en souterrain de Rueil à Vaucresson. La construction de ce tunnel s'est achevée en 2007 et son ouverture à la circulation, initialement prévue au printemps 2008, a été reportée au mois de juin 2009.

#### Desserte ferroviaire
La desserte ferroviaire est assurée par la gare de La Celle-Saint-Cloud, située dans le quartier de la Châtaigneraie, sur la ligne Paris-Saint-Lazare - Saint-Nom-la-Bretèche.
Contrairement à ce que son nom indique, la gare de Bougival se trouve sur le territoire communal de La Celle-Saint-Cloud, bien que située non loin de la limite avec la ville du même nom (que la gare).

#### Bus
La commune est desservie par :
- les lignes 6202, 6209, 6227,  6230, 6231, 6281, 6282, 6283, 6276, 6285, 6287 et 6246 du réseau de bus Grand Versailles ;
- par la ligne 426 du réseau de bus RATP (affrètement Transdev Nanterre) ;
- par la ligne D du réseau de bus Argenteuil - Boucles de Seine.

## Toponymie
Le nom de La Celle-Saint-Cloud, qui rappelle un ancien établissement monastique, a remplacé le nom ancien de Villiers.
On relève en effet, au IXe siècle, in villare, in cella fratrum et Cella que dicitur Villaris en 829, in Pinciacensi cella que dicitur Villaris avant 872.
D'après Auguste Longnon, « le mot villaris ou villare, formé sur villa au moyen du suffixe aris, variante de alis, a dû servir d'abord comme adjectif à qualifier les dépendances d'un domaine rural : terrae villares, lit-on dans une charte du VIIe siècle ; mais on le voit pris substantivement dans divers textes de l'époque franque... » tandis que villa correspond aujourd'hui à la commune ou à la paroisse.
Villaris ou villare désignait un équivalent de nos hameaux, de nos écarts modernes.
Le nom de la localité est ensuite attesté sous les formes :
- Cella ad Sum Clodoaldum[18],
- Cellae en 1459[18],
- Cella fratrum[19],
- La Celle-lez-Charlevanne,
- Cella juxta Bogival[18],
- La Celle « près Bougival » au XIIIe[20] et au XVIIe siècle.

Les « celles » sont d'abord des cellules d'ermites, lesquelles deviennent souvent de petits monastères.
Cella (petit temple rond, chapelle, petite salle ronde d'un sanctuaire).
Du nom de Cloud ou Clodoald (VIe siècle), prince mérovingien devenu moine, fondateur de l'abbaye de Nogent, aujourd'hui Saint-Cloud.
- Pendant la Révolution, elle s’appela brièvement La Celle-les-Bruyères[21].

## Histoire
« La Celle » était connue en 697, car on lit dans la nécrologie de Saint-Germain-des-Prés que l'abbé Vandremar donna à l'abbaye le village Cella fratrum.
Le territoire de la commune fut à partir du VIIe siècle la propriété de l'abbaye de Saint-Germain-des-Prés.
La Celle était fort considérable sous Charlemagne.
En 846, les Normands après avoir brûlé Charlevanne, attaquèrent La Celle qui était fortifiée et close de murs. L'église resta seule debout.
L’église est antérieure à l'époque de Charles le Chauve.
En 1683, Jean-Baptiste Colbert acheta pour le roi aux moines de Saint-Germain-des-Prés la terre et la seigneurie pour les rattacher au domaine de Versailles et agrandir le terrain de la chasse royale.
L'expansion démographique de la commune s'est produite principalement pendant les Trente Glorieuses dans les domaines des Châteaux.
On y voyait les châteaux Pescatore, Beauregard, le parc des Bruyères, le Vert Butard (pavillon de chasse).

### Accords de La Celle-Saint-Cloud
Les accords de La Celle-Saint-Cloud font suite à une conférence organisée en mai 1955 à Casablanca par les libéraux du Maroc et les négociations officielles de l'été suivant à Aix-les-Bains menées par le gouvernement d'Edgar Faure et son ministre des Affaires étrangères Antoine Pinay.
Signés du 2 au 6 novembre 1955 entre Antoine Pinay, ministre français des Affaires étrangères, et Mohammed V, sultan du Maroc, ces accords mirent fin à l'exil de Mohammed V (depuis 1953) et permirent son retour au pouvoir (il avait été remplacé sur le trône par son oncle, Mohammed ben Arafa). Les accords mirent aussi en place le processus de transition vers l'indépendance du Maroc, officialisée en 1956 par la fin des protectorats français et espagnol.

## Politique et administration
En 2002, la commune a reçu le label « Ville Internet @@ ».

### Tendances politiques et résultats
La droite est fortement ancrée à La Celle-Saint-Cloud, arrivant toujours en tête au premier tour des quatre dernières élections. De plus, les 4 derniers maires, en comptant celui actuellement en poste, en sont issus. Lors des dernières municipales, la liste union de la droite du maire sortant Olivier Delaporte a gagné dès le premier tour avec 63,37 % des suffrages exprimés.

### Liste des maires
| Période           | Période                     | Identité                                | Étiquette       | Qualité |
| ----------------- | --------------------------- | --------------------------------------- | --------------- | --- |
| 18 février 1790   | 13 novembre 1791            | Nicolas Maugé                           |                 | Pépiniériste |
| 13 novembre 1791  | 23 décembre 1792            | Jean-Louis Lefèvre                      |                 | |
| 23 décembre 1792  | 22 mars 1795                | Henri Jean Tailleur                     |                 | |
| 22 mars 1795      | 18 novembre 1795            | Nicolas Maugé                           |                 | Pépiniériste |
| 18 novembre 1795  | 10 avril 1796               | Jean-Marie Sageret                      |                 | |
| 10 mars 1798      | 1er mai 1826                | Louis François Louesse                  |                 | |
| 15 mai 1826       | 15 janvier 1840             | François Nicolas Couturier              |                 | |
| 4 juillet 1840    | 15 juillet 1852             | Jean-Charles Bellan                     |                 | |
| 15 juillet 1852   | 11 décembre 1855            | Jean-Pierre Pescatore                   |                 | Homme d'affaires Propriétaire du château de La Celle |
| 11 décembre 1855  | 10 mai 1871                 | Philippe Gabriel Dubois                 |                 | |
| 14 mai 1871       | 12 janvier 1874             | Louis-Joseph Louesse                    |                 | Marchand grainier, propriétaire Décédé en fonction |
| 14 mai 1874       | 8 octobre 1876              | Philippe Gabriel Dubois                 |                 | Propriétaire |
| 8 octobre 1876    | 23 janvier 1880             | Théodore Enot                           |                 | |
| 23 janvier 1880   | 18 mai 1884                 | Lucien Mention                          |                 | |
| 18 mai 1884       | 20 mai 1888                 | Théodore Enot                           |                 | |
| 20 mai 1888       | 29 mai 1890                 | Léon Gustave Berthault                  |                 | Entrepreneur de menuiserie |
| 29 juin 1890      | 11 octobre 1894             | Edmond Blanc                            | Conservateur    | Propriétaire-éleveur de chevaux de course |
| 11 octobre 1894   | 15 mai 1904                 | Eugène Charles Étienne Siry (1848-1924) |                 | Industriel |
| 15 mai 1904       | 19 mai 1912                 | Edmond Blanc                            | Conservateur    | Propriétaire-éleveur de chevaux de course |
| 19 mai 1912       | 8 décembre 1919             | Gustave Mesureur                        | PRRRS           | Directeur général de l'Assistance publique Ancien député de la Seine (1887 → 1902) |
| 8 décembre 1919   | 17 mai 1925                 | Julien Briault                          |                 | |
| 17 mai 1925       | 9 décembre 1940             | Jean Adam                               | URD             | Scientifique Propriétaire avenue Matignon à Paris Député de Seine-et-Oise (1928 → 1932) Conseiller général de Marly-le-Roi (1931 → 1937)                                                      |
| 9 décembre 1940   | 8 juin 1941                 | Henri Jacquemot                         |                 | |
| 8 juin 1941       | 26 août 1944                | Paul Lecolier                           |                 | Pépiniériste Maire nommé par le gouvernement de Vichy |
| 11 septembre 1944 | 1944                        | André Lamotte                           |                 | Comité provisoire de libération nationale |
| 1944              | 1944                        | André Lamotte                           |                 | Président du Comité local de Libération |
| 1944              | 29 juillet 1945             | André Lamotte                           |                 | |
| 29 juillet 1945   | 12 août 1959                | André-René Guibert                      |                 | Architecte Décédé en fonction |
| 26 septembre 1959 | 26 février 1981 (démission) | Lucien-René Duchesne                    | DVD puis RPR    | Directeur de services à la CCI Conseiller général de La Celle-Saint-Cloud (1964 → 1984) |
| 26 février 1981   | 25 juin 1995                | Jean-Louis Gasquet                      | RPR             | Ingénieur technico-commercial Conseiller général de La Celle-Saint-Cloud (1984 → 2004) |
| 25 juin 1995      | 20 mai 1998                 | François Pasquier                       | DVD             | Chef d'entreprise Démissionnaire |
| 28 juin 1998      | En cours                    | Olivier Delaporte                       | RPR puis UMP-LR | Conseiller maître à la Cour des Comptes Vice-président de Versailles Grand Parc Élu à la suite d'une élection municipale partielle Réélu en 2001, 2008 et 2014 Réélu pour le mandat 2020-2026 |

### Politique environnementale
La ville participe au Concours des villes et villages fleuris et a obtenu le niveau « trois fleurs » en 2007.

### Jumelages
- Beckum, land de Westphalie (Allemagne).
- Settat (Maroc).

## Population et société

### Démographie

#### Évolution démographique
L'évolution du nombre d'habitants est connue à travers les recensements de la population effectués dans la commune depuis 1793. Pour les communes de plus de 10 000 habitants les recensements ont lieu chaque année à la suite d'une enquête par sondage auprès d'un échantillon d'adresses représentant 8 % de leurs logements, contrairement aux autres communes qui ont un recensement réel tous les cinq ans,.

En 2022, la commune comptait 20 440 habitants, en évolution de −2,54 % par rapport à 2016 (Yvelines : +2,72 %, France hors Mayotte : +2,11 %).
| 1793 | 1800 | 1806 | 1821 | 1831 | 1836 | 1841 | 1846 | 1851 |
| ---- | ---- | ---- | ---- | ---- | ---- | ---- | ---- | ---- |
| 361  | 329  | 363  | 340  | 361  | 365  | 388  | 416  | 433  |

| 1856 | 1861 | 1866 | 1872 | 1876 | 1881 | 1886 | 1891 | 1896 |
| ---- | ---- | ---- | ---- | ---- | ---- | ---- | ---- | ---- |
| 460  | 592  | 616  | 560  | 663  | 892  | 821  | 867  | 910  |

| 1901 | 1906  | 1911  | 1921  | 1926  | 1931  | 1936  | 1946  | 1954  |
| ---- | ----- | ----- | ----- | ----- | ----- | ----- | ----- | ----- |
| 963  | 1 029 | 1 093 | 1 167 | 1 534 | 1 782 | 2 043 | 2 863 | 5 018 |

| 1962   | 1968   | 1975   | 1982   | 1990   | 1999   | 2006   | 2011   | 2016   |
| ------ | ------ | ------ | ------ | ------ | ------ | ------ | ------ | ------ |
| 20 284 | 24 687 | 25 696 | 23 326 | 22 834 | 21 527 | 21 202 | 21 181 | 20 973 |

| 2021   | 2022   | - | - | - | - | - | - | - |
| ------ | ------ | - | - | - | - | - | - | - |
| 20 476 | 20 440 | - | - | - | - | - | - | - |

#### Pyramide des âges
En 2018, le taux de personnes d'un âge inférieur à 30 ans s'élève à 37 %, soit en dessous de la moyenne départementale (38 %). À l'inverse, le taux de personnes d'âge supérieur à 60 ans est de 23,2 % la même année, alors qu'il est de 21,7 % au niveau départemental.
En 2018, la commune comptait 9 824 hommes pour 11 006 femmes, soit un taux de 52,84 % de femmes, légèrement supérieur au taux départemental (51,32 %).
Les pyramides des âges de la commune et du département s'établissent comme suit.
| Hommes | Classe d’âge | Femmes |
| ------ | ------------ | ------ |
| 1,0    | 90 ou +      | 1,5    |
| 6,0    | 75-89 ans    | 9,2    |
| 13,4   | 60-74 ans    | 15,1   |
| 21,0   | 45-59 ans    | 21,7   |
| 18,5   | 30-44 ans    | 18,4   |
| 17,5   | 15-29 ans    | 14,8   |
| 22,6   | 0-14 ans     | 19,4   |

| Hommes | Classe d’âge | Femmes |
| ------ | ------------ | ------ |
| 0,6    | 90 ou +      | 1,4    |
| 6      | 75-89 ans    | 7,8    |
| 13,5   | 60-74 ans    | 14,8   |
| 20,7   | 45-59 ans    | 20,1   |
| 19,6   | 30-44 ans    | 19,9   |
| 18,5   | 15-29 ans    | 16,8   |
| 21,2   | 0-14 ans     | 19,2   |

## Enseignement

### Lycées
- Lycée Pierre-Corneille
- Lycée professionnel Lucien-René-Duchesne
- Lycée professionnel Jean-Baptiste-Colbert

### Collèges
- Collège Pasteur
- Collège Victor -Hugo
- École internationale bilingue La Jonchère

### Écoles maternelles et primaires
- Groupe scolaire Morel-de-Vindé
- Groupe scolaire Jules-Ferry
- Groupe scolaire Henri-Dunant
- Groupe scolaire Louis-Pasteur
- Groupe scolaire Pierre-et-Marie-Curie
- École privée sous contrat Sainte-Marie
- École internationale bilingue La Jonchère

### Sports
Avec presque 25 % de Cellois licenciés et plus 25 pratiques sportives proposées, l'activité physique est fortement encouragée au sein de la ville. De nombreuses infrastructures sont à disposition et les associations sportives sont soutenues par la mairie. Cet enthousiasme pour le sport est récompensé chaque année par les résultats aux différentes compétitions tant locales que nationales.

### Musique, danse, arts dramatiques
La Celle-Saint-Cloud possède un conservatoire (Assartx) dont le pianiste et chef d'orchestre Michel Quéval est à l'origine de la création. Il en était alors le directeur. Le conservatoire était situé dans l'ancienne mairie dans le vieux bourg. Sylvie Beltrando, harpiste et compositrice, a enseigné la harpe dans ce conservatoire.

## Économie

### Généralités
Les principaux foyers concentrant la population sont (par ordre chronologique de construction) :

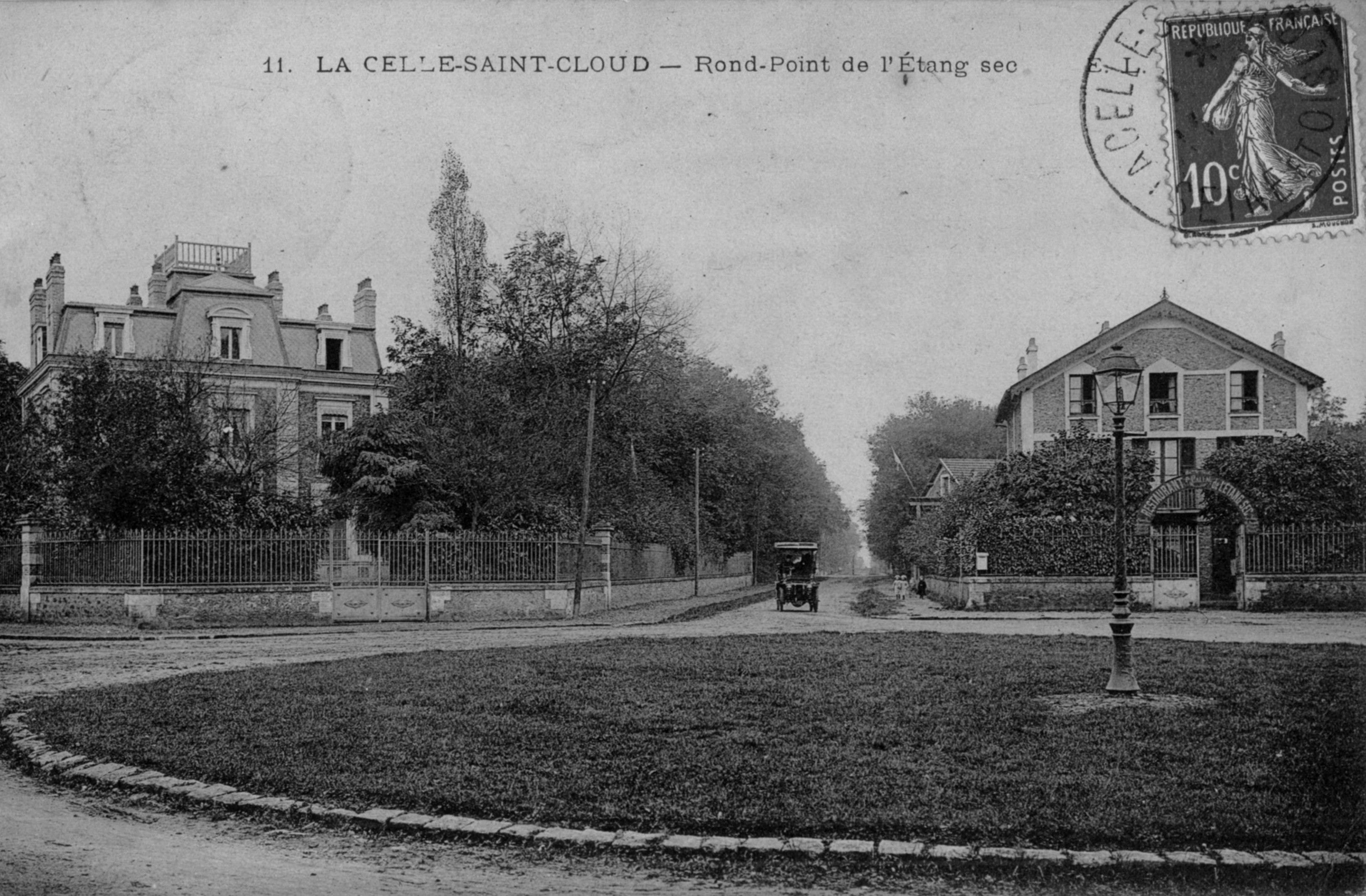
Le rond-point de l'Étang-Sec.
Carte postale ancienne.

- Domaine Saint-François d'Assise (construit en 1953)
- Petit Beauregard (1957-1968 ; surtout après 1961)
- Domaine du Bel-Ébat (1955)
- Résidence du Bel-Ébat (1955)
- Beauregard 1re et 2e tranche (1957 et 1968)
- Élysée I et II (1962 et 1966) construits par le promoteur Robert Zellinger de Balkany
- Cité de l’Étang Sec (1963)
- Résidence et village de Bois-Fontaine (1965)
- Résidence Sainte Claire (1956)
- Cité de La Caravelle (1972)
- Résidence Lamartine (1977)
- Quartier de La Grande-Terre (1988)

Pas moins de quatre centres commerciaux émaillent le territoire communal, à savoir Élysée 2, le plus important en superficie et le plus ancien (1965), qui s'appelle désormais Élysée-village, puis ceux de Beauregard, de La Caravelle et de la Châtaigneraie.

### Revenus de la population et fiscalité
En 2010, le revenu fiscal médian par ménage était de 44 591 €.

## Culture locale et patrimoine

### Lieux et monuments

#### Patrimoine architectural

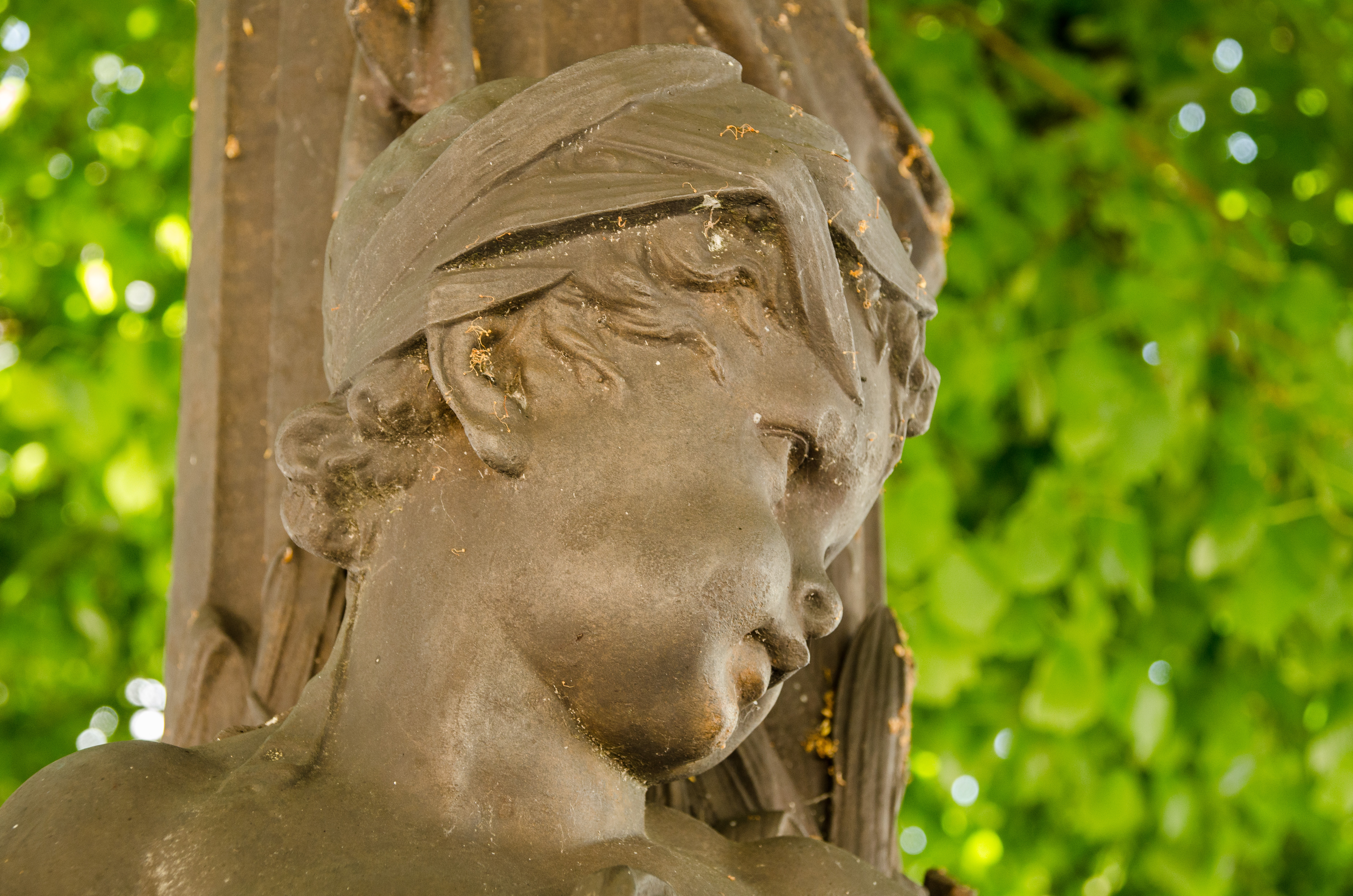
Fontaine du vieux Bourg.

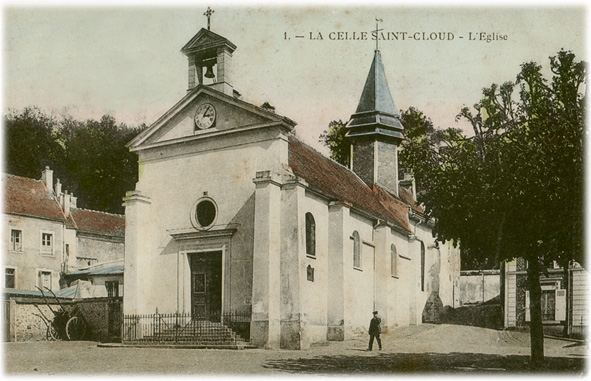
Église Saint-Pierre-Saint-Paul avant 1910.

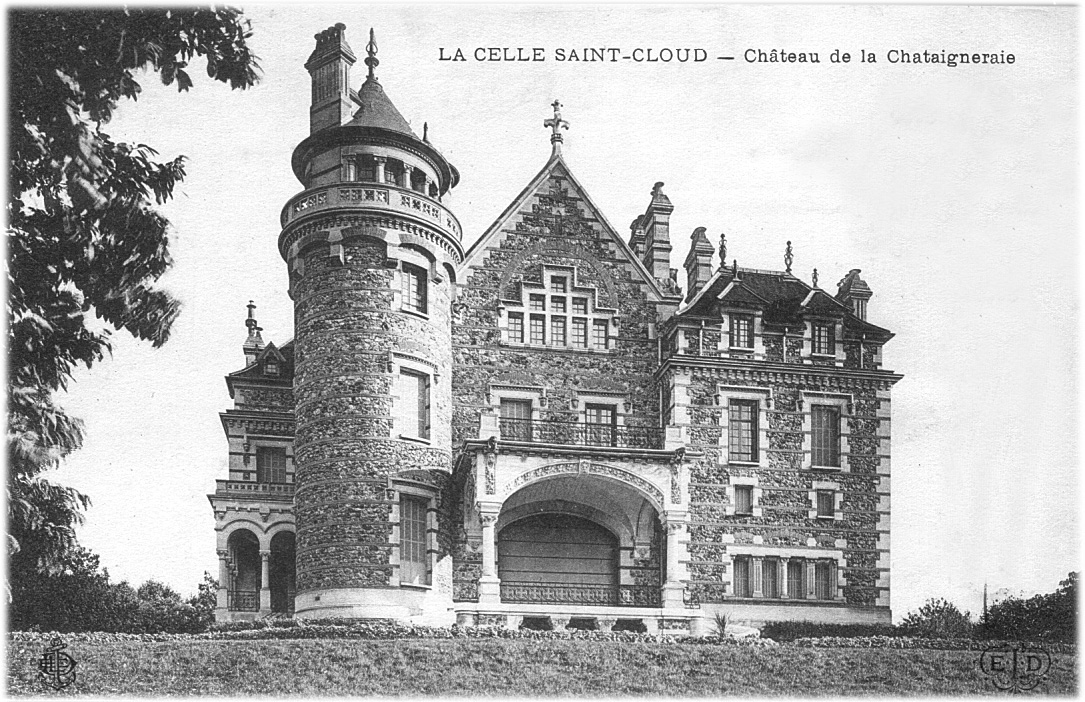
Château de la Châtaigneraie.

- Église Saint-Pierre-Saint-Paul, construction du XVIIIe siècle avec un clocher latéral en forme de tour carrée surmontée d'une flèche en ardoise à huit pans.
- Château de La Celle, bâtiment du XVIIIe siècle, propriété du ministère des Affaires étrangères, classé monument historique en 1978.
- Château de la Châtaigneraie, construit par Edmond Blanc vers 1890, actuel château du domaine de Saint-François-d'Assise
- Pavillon du Butard situé dans la forêt de Fausses-Reposes ; il s'agit d'un ancien pavillon de chasse construit en 1750 par l'architecte Gabriel pour le roi Louis XV, actuellement propriété de l'Office national des forêts, classé monument historique en 1927.
- Château de Beauregard (du XVIIe siècle, entièrement reconstruit et agrandi par Miss Howard à partir de 1852), détruit en 1956 et dont il reste l'imposant fronton néo-classique au centre de la place du Comte-de -Bendern.
- Église Notre-Dame de Beauregard et son presbytère original avec cloître, édifiés entre 1964 et 1968.

Sur la place du vieux bourg se trouve une copie de la fontaine en bronze avec des sculptures d'anges. Pour préserver la fontaine originale, elle a été transportée à l'intérieur de la mairie.

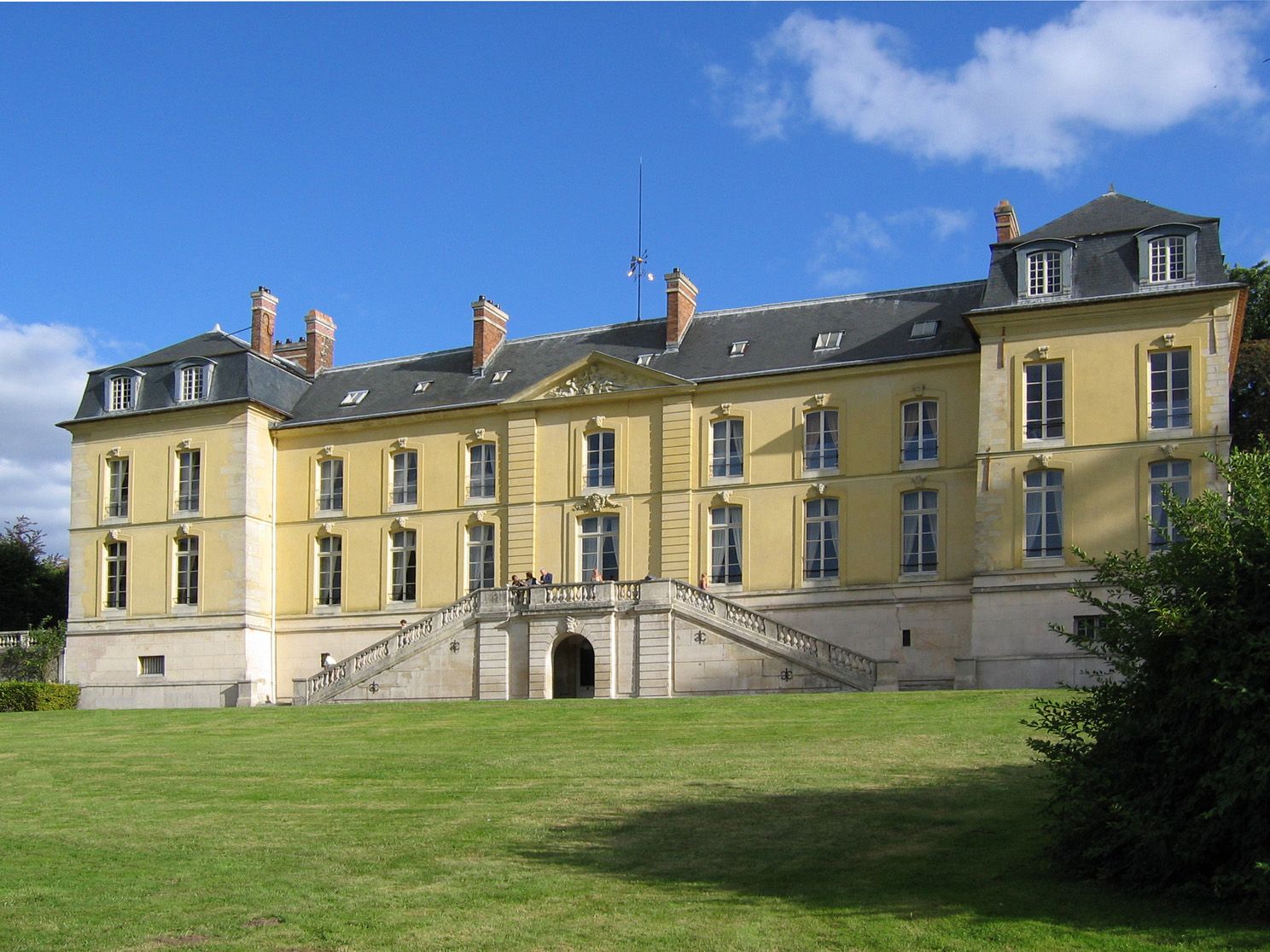
Le château de La Celle.
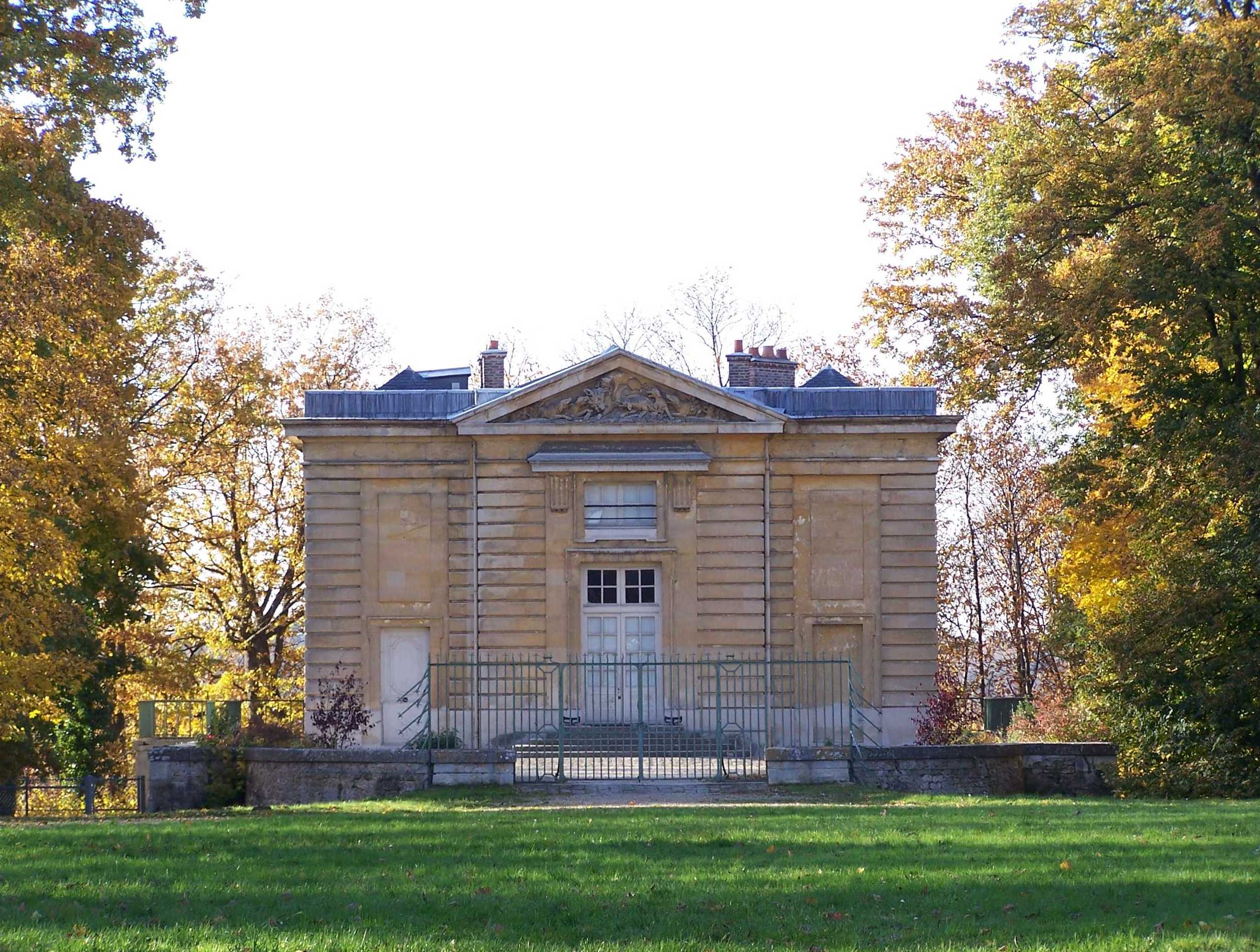
Le pavillon du Butard.
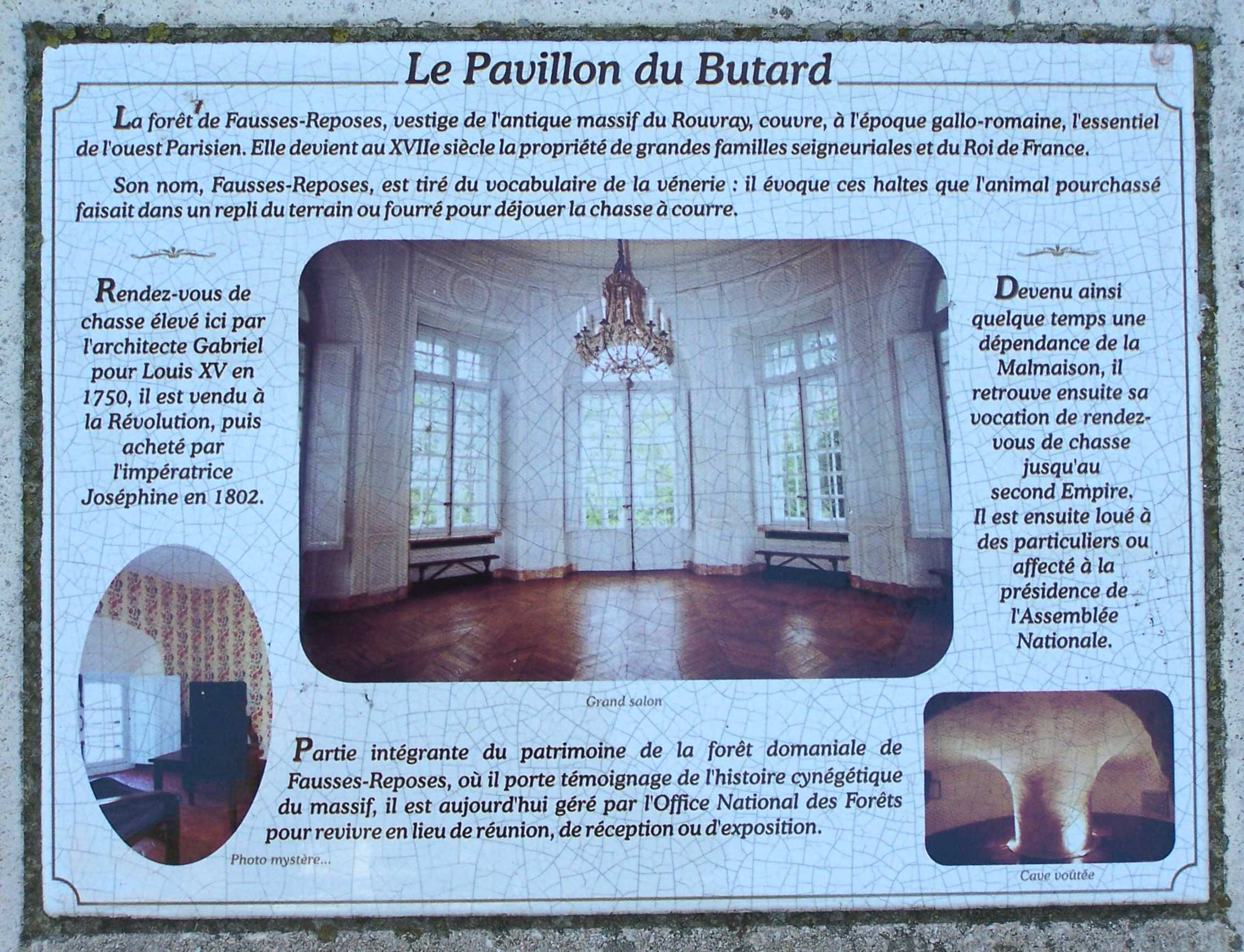
Panneau d'information sur le pavillon du Butard.
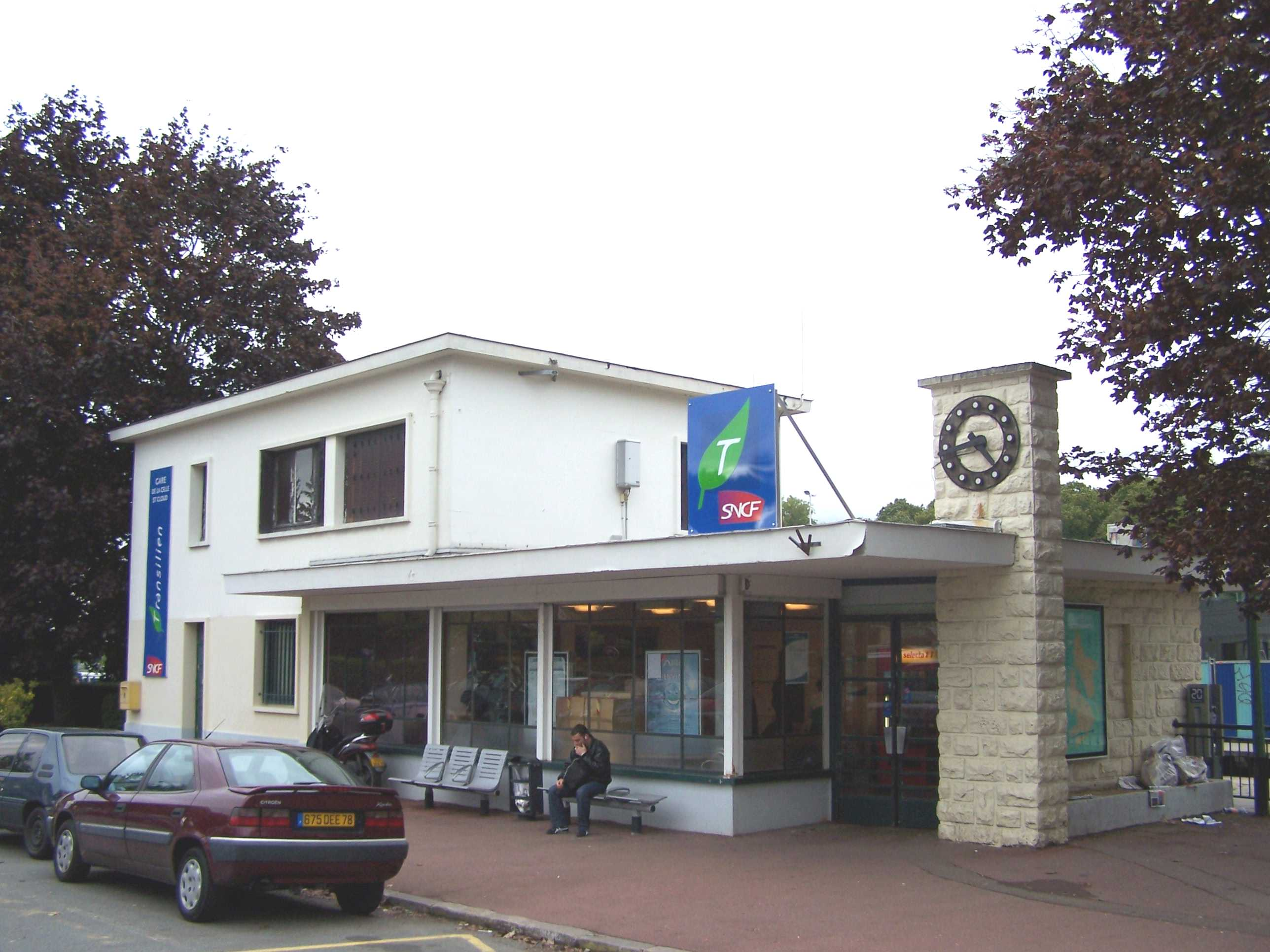
La gare de La Celle-Saint-Cloud.
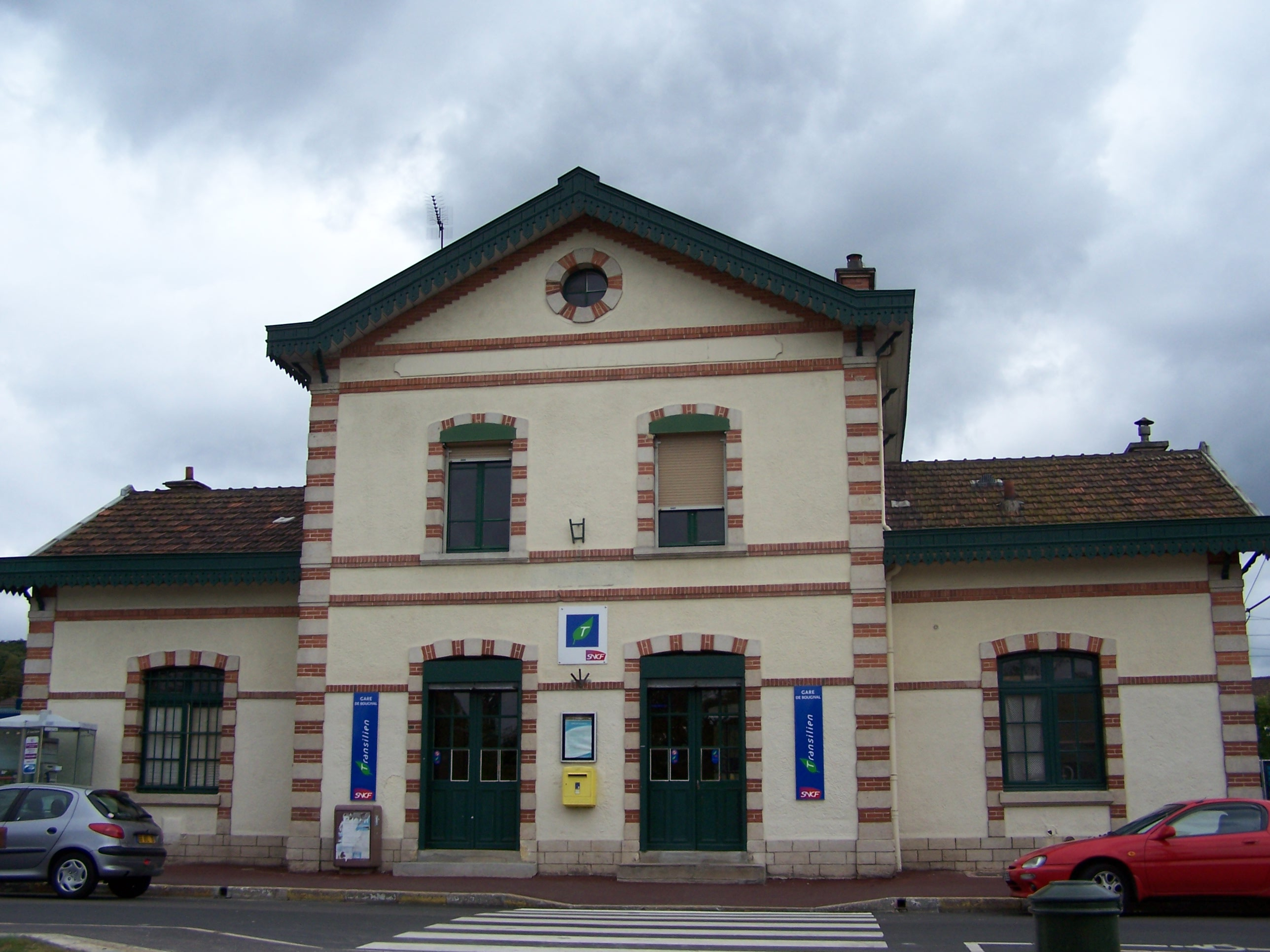
La gare de Bougival (sur le territoire de la commune de La Celle-Saint-Cloud).
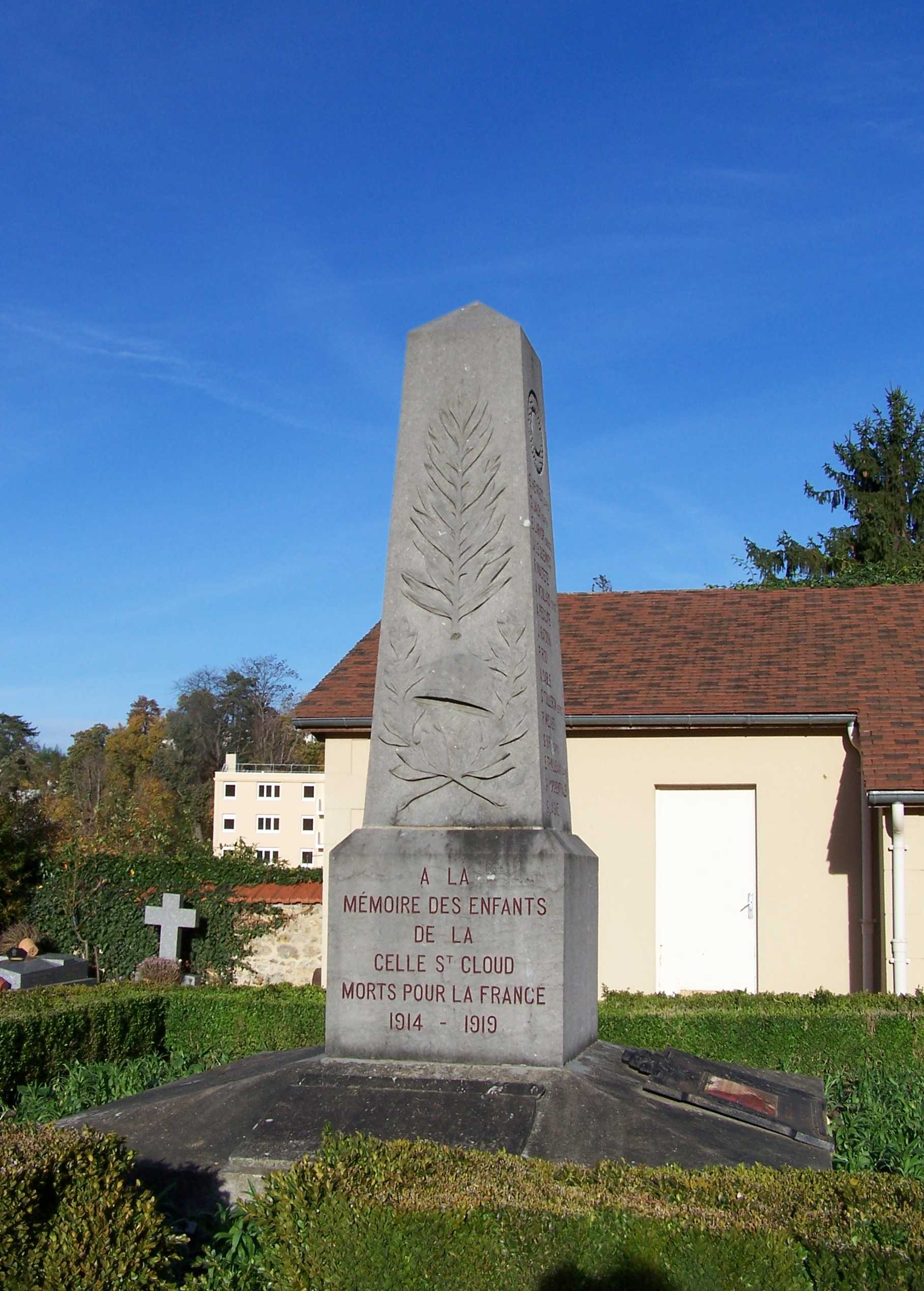
Le monument aux morts de l'ancien cimetière.
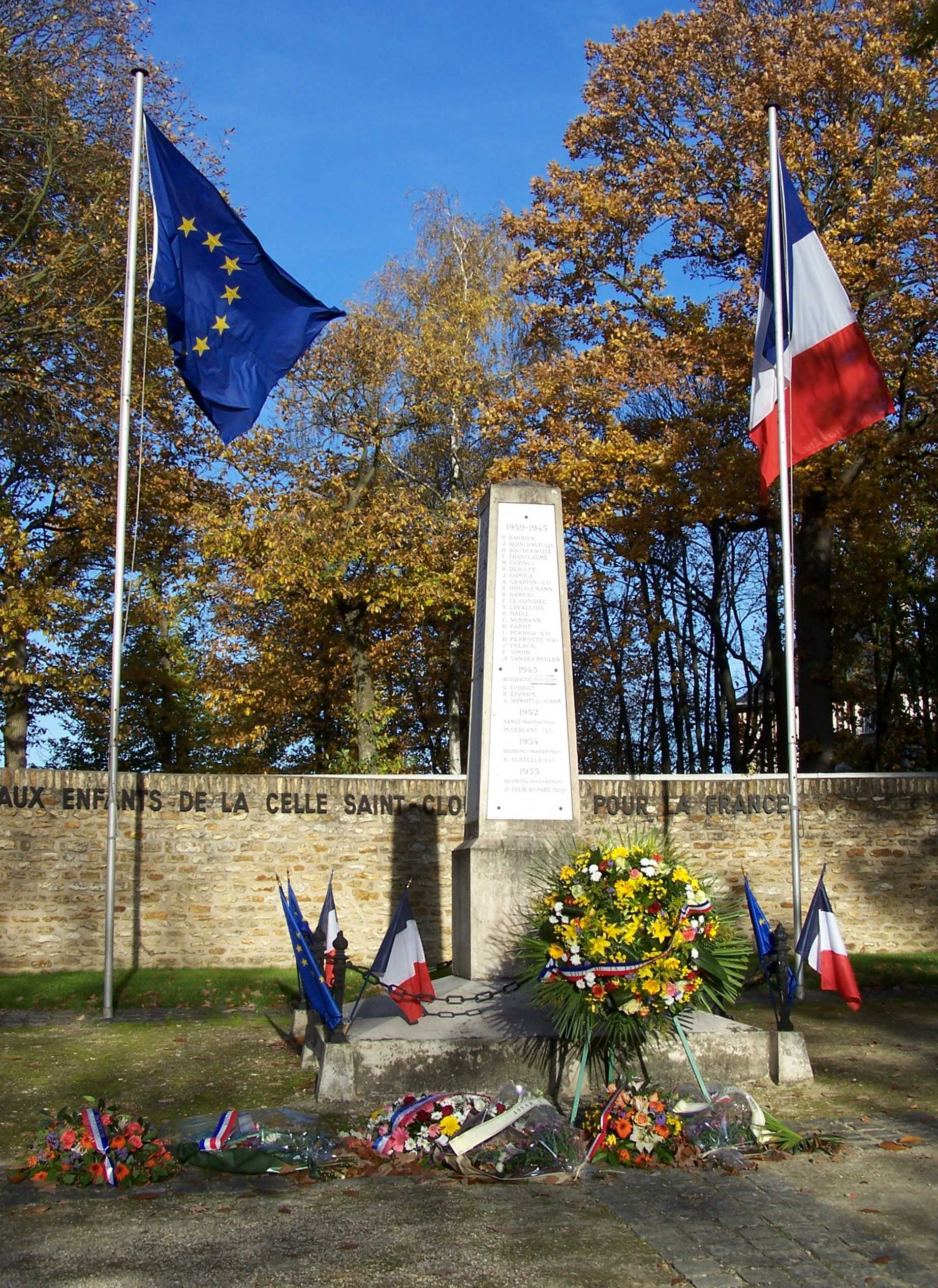
Le monument aux morts du nouveau cimetière.
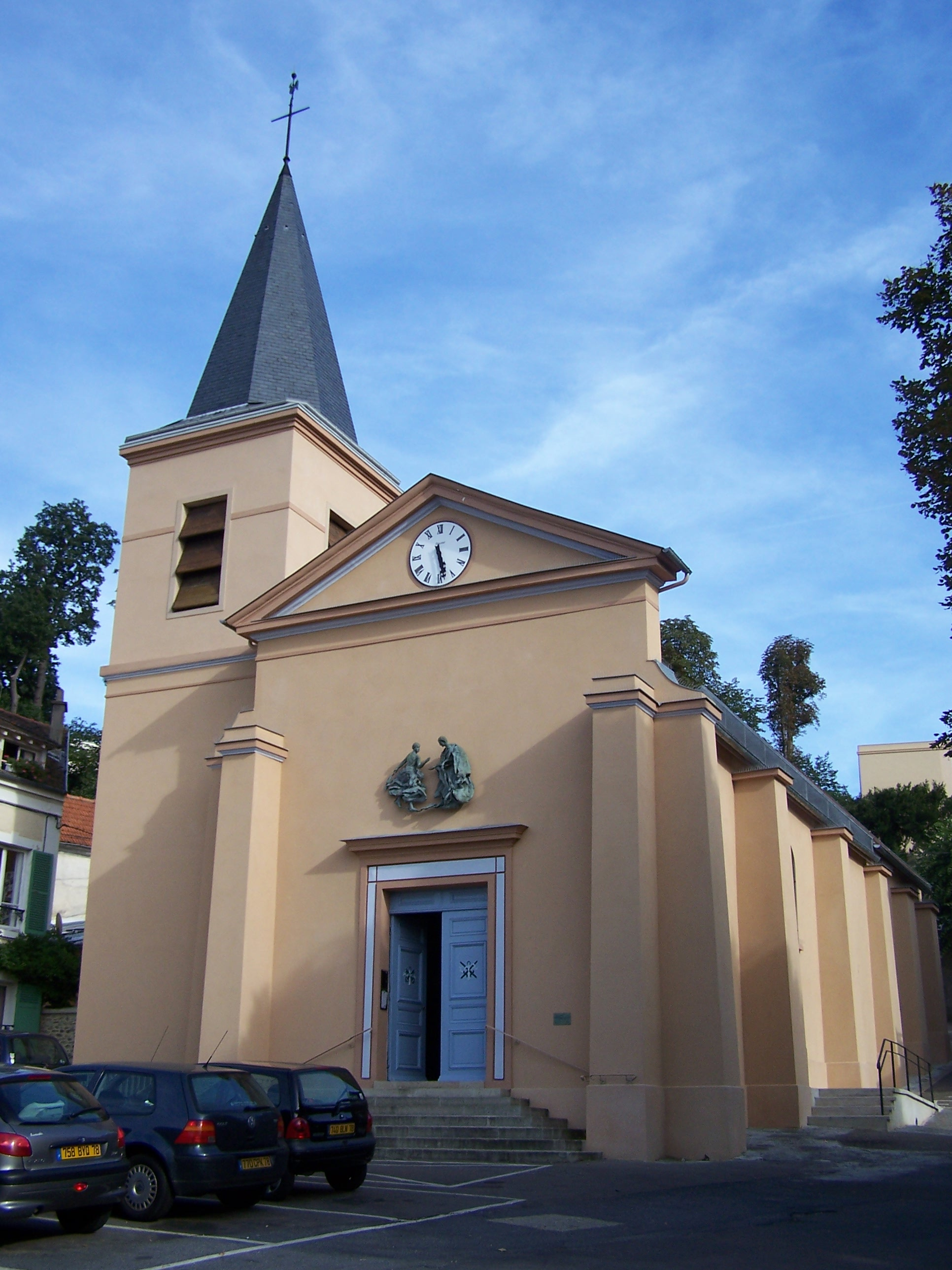
L'église Saint-Pierre-Saint-Paul.

#### Le bois du Tournebride
Le bois du Tournebride dont l'entrée se fait au lieu-dit du Fer à Cheval, à l'angle de l'avenue Camille-Normand (qui passe derrière la mairie de Bougival) et de l'avenue des Combattants (qui mène de l'hôtel de ville au quartier de la Jonchère), présente de superbes variétés d'arbres et surtout des châtaigniers ancestraux qui ont mérité le label d'« arbres remarquables » décerné par l'association A.R.B.R.E.S. : voir l'article sur les Châtaigniers de Tournebride.

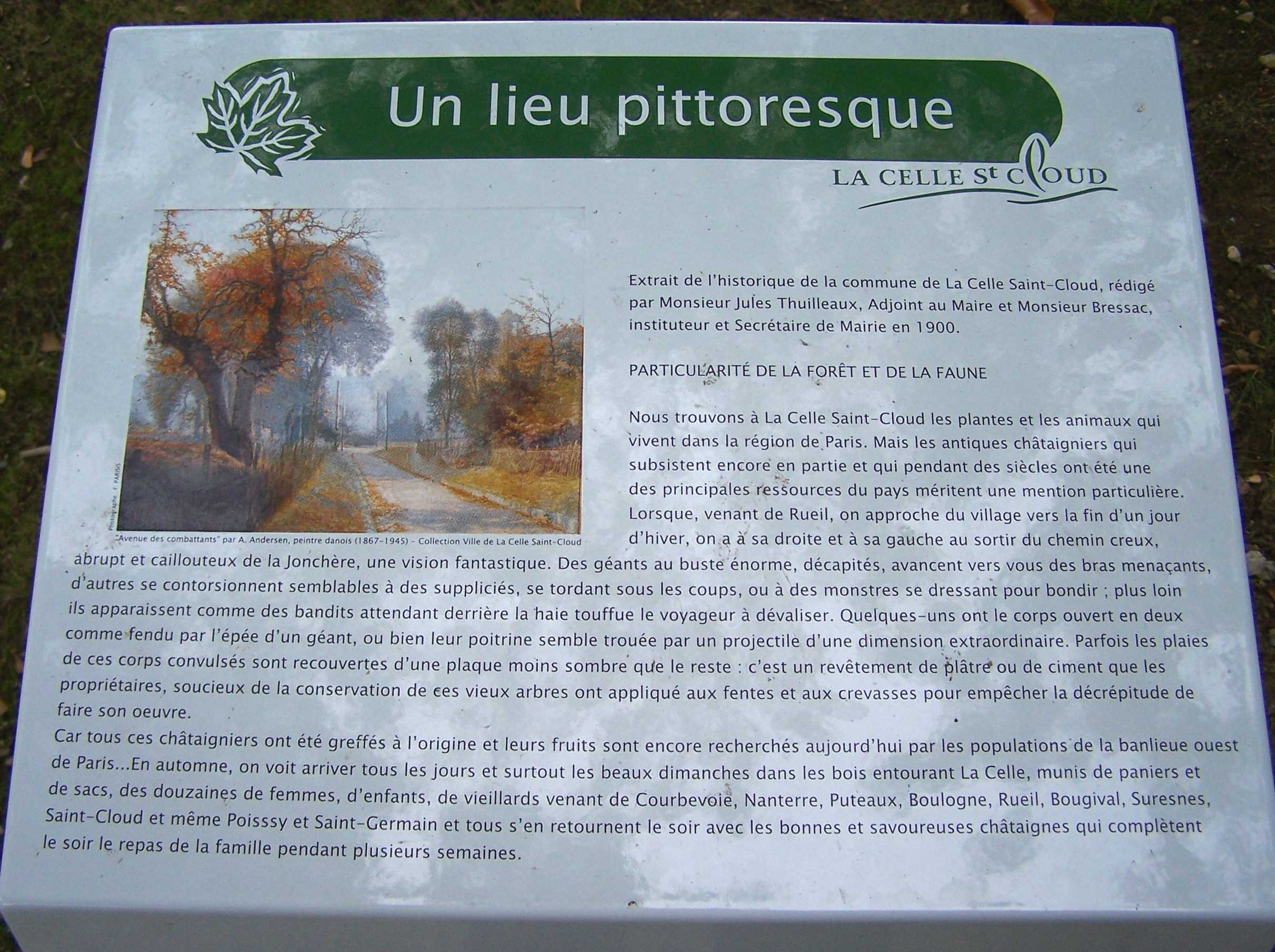
Information sur le site.
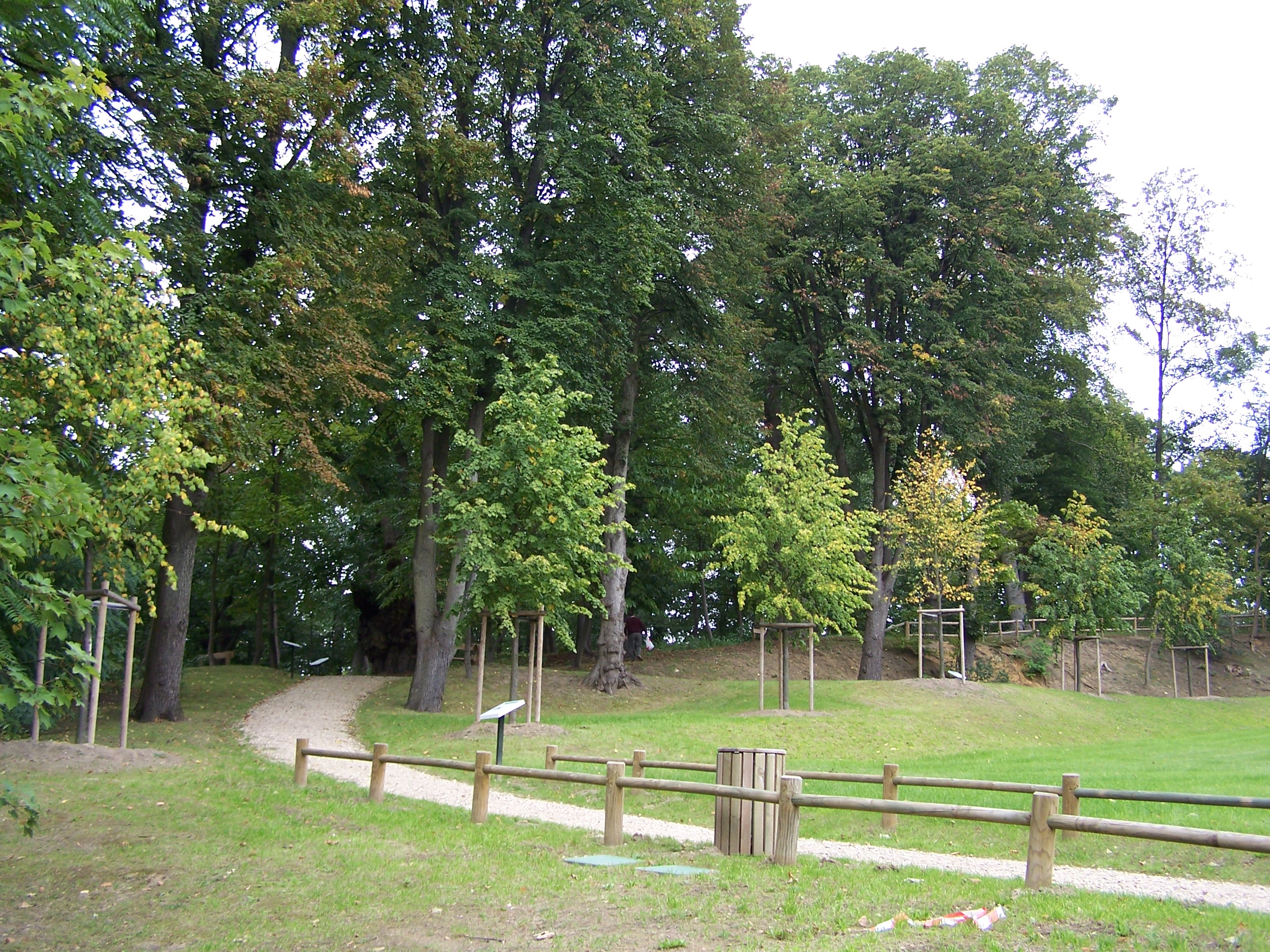
Vue du Fer à Cheval.
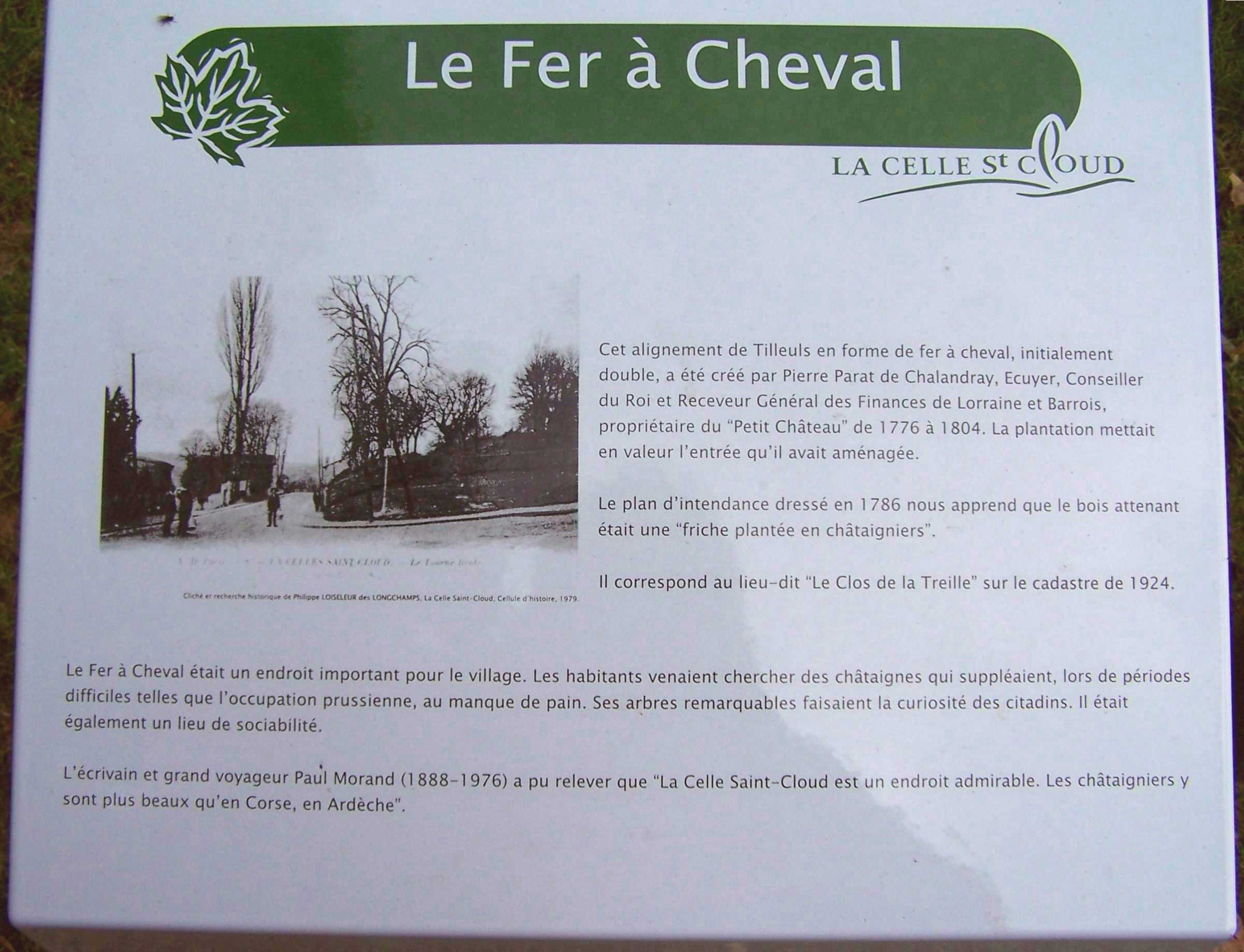
Information sur le Fer à Cheval.
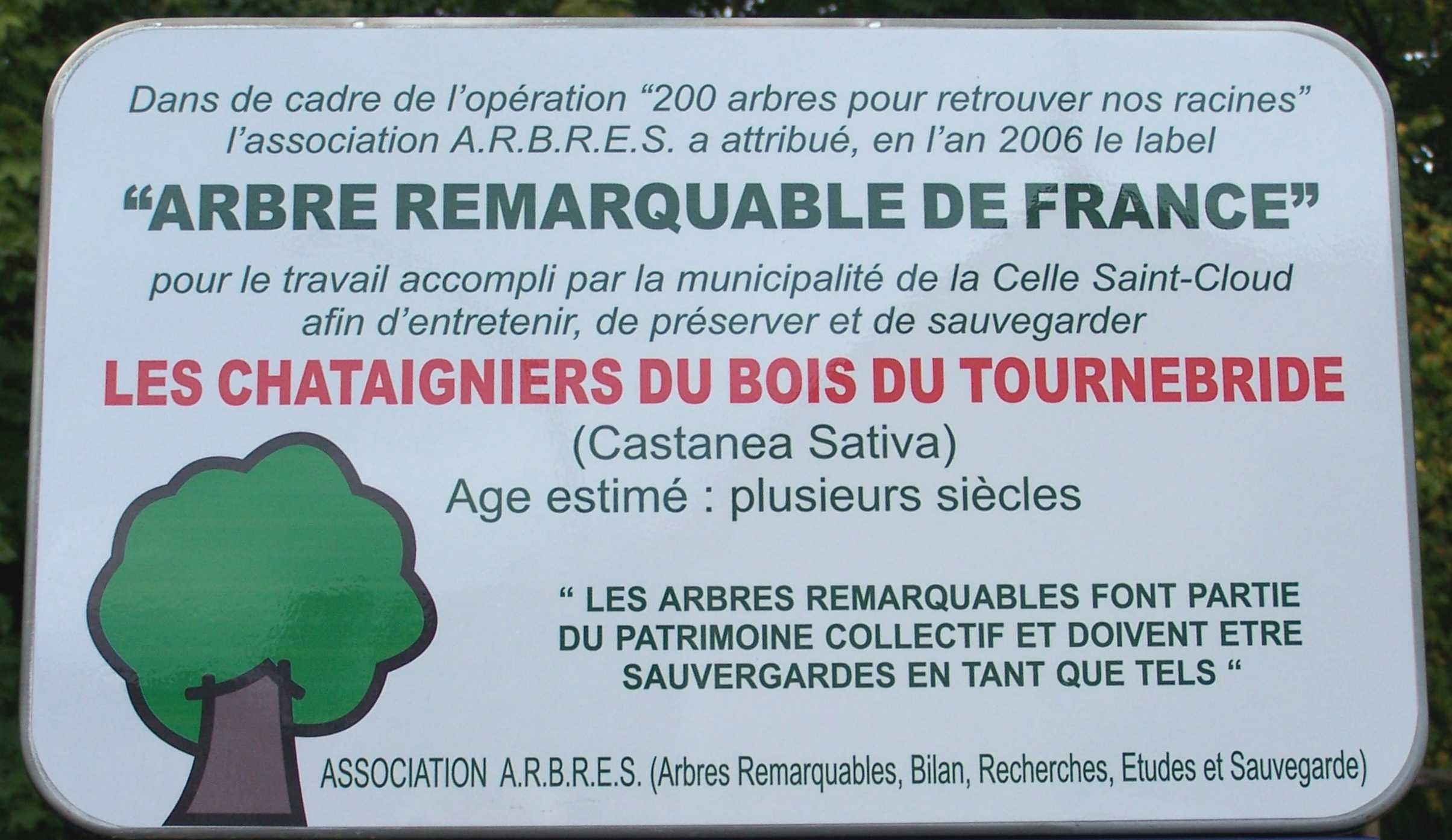
Le panneau d'attribution du label d'arbre remarquable.
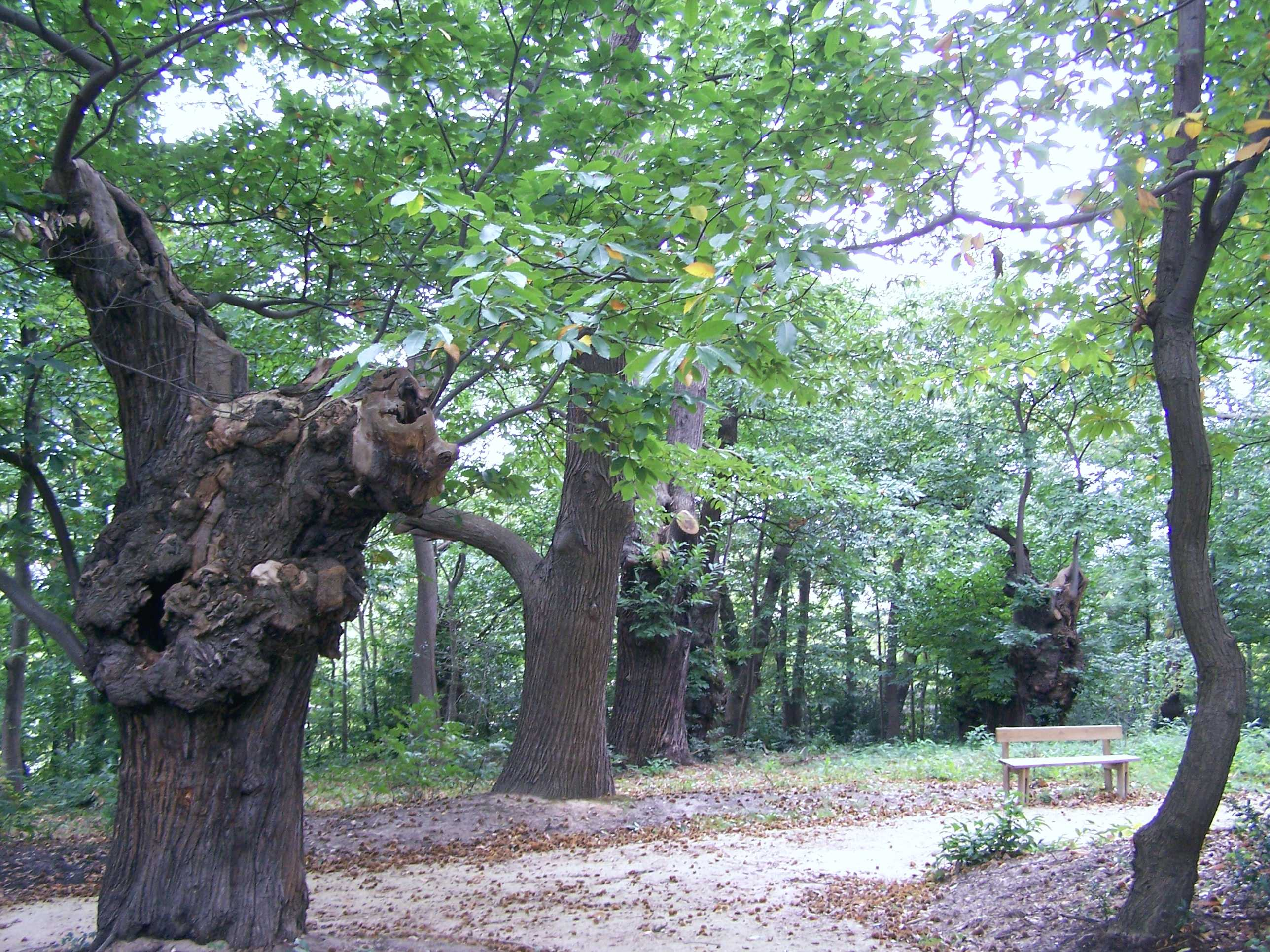
Groupe de châtaigniers.
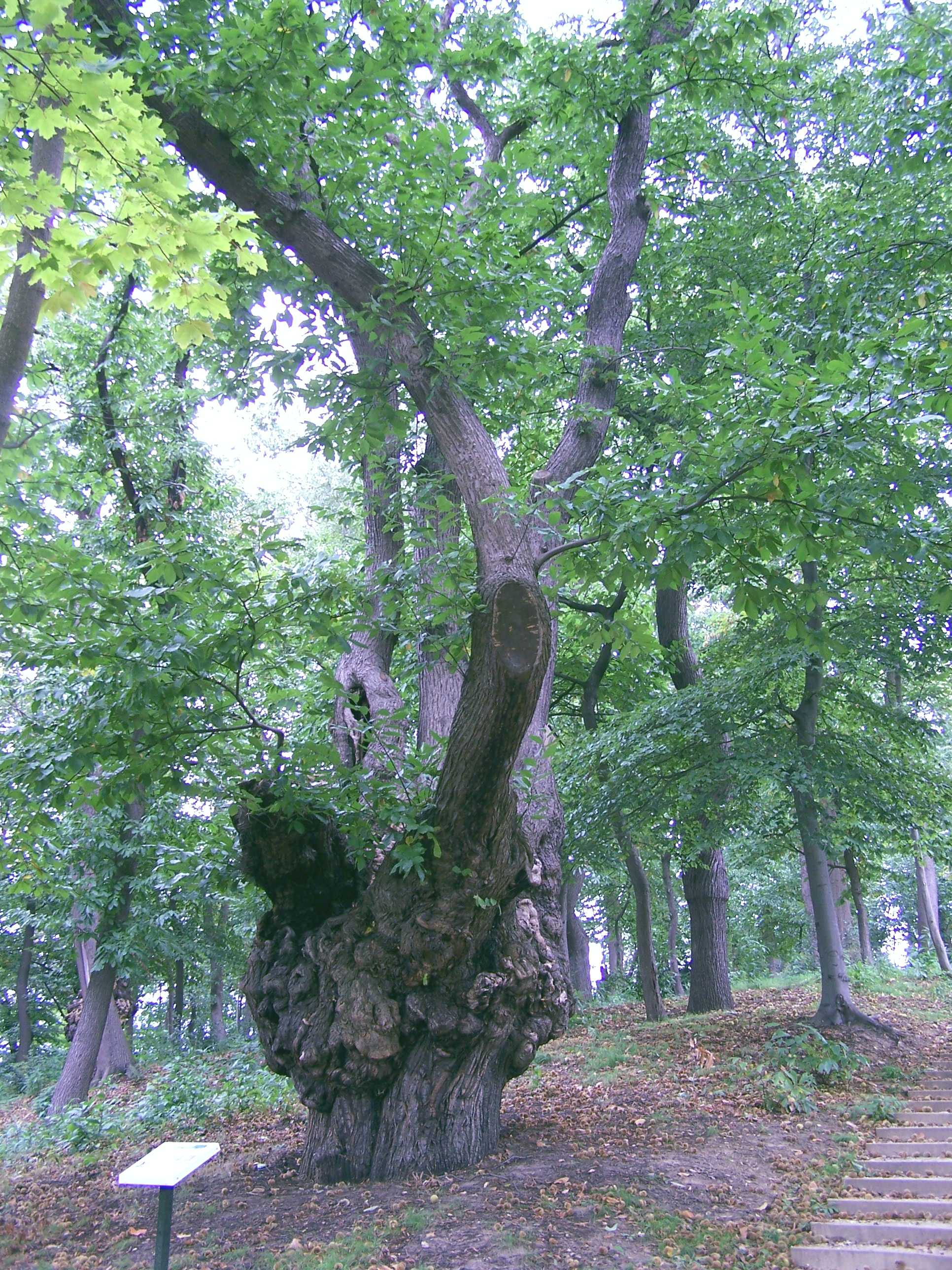
Le tronc d'un des châtaigniers.
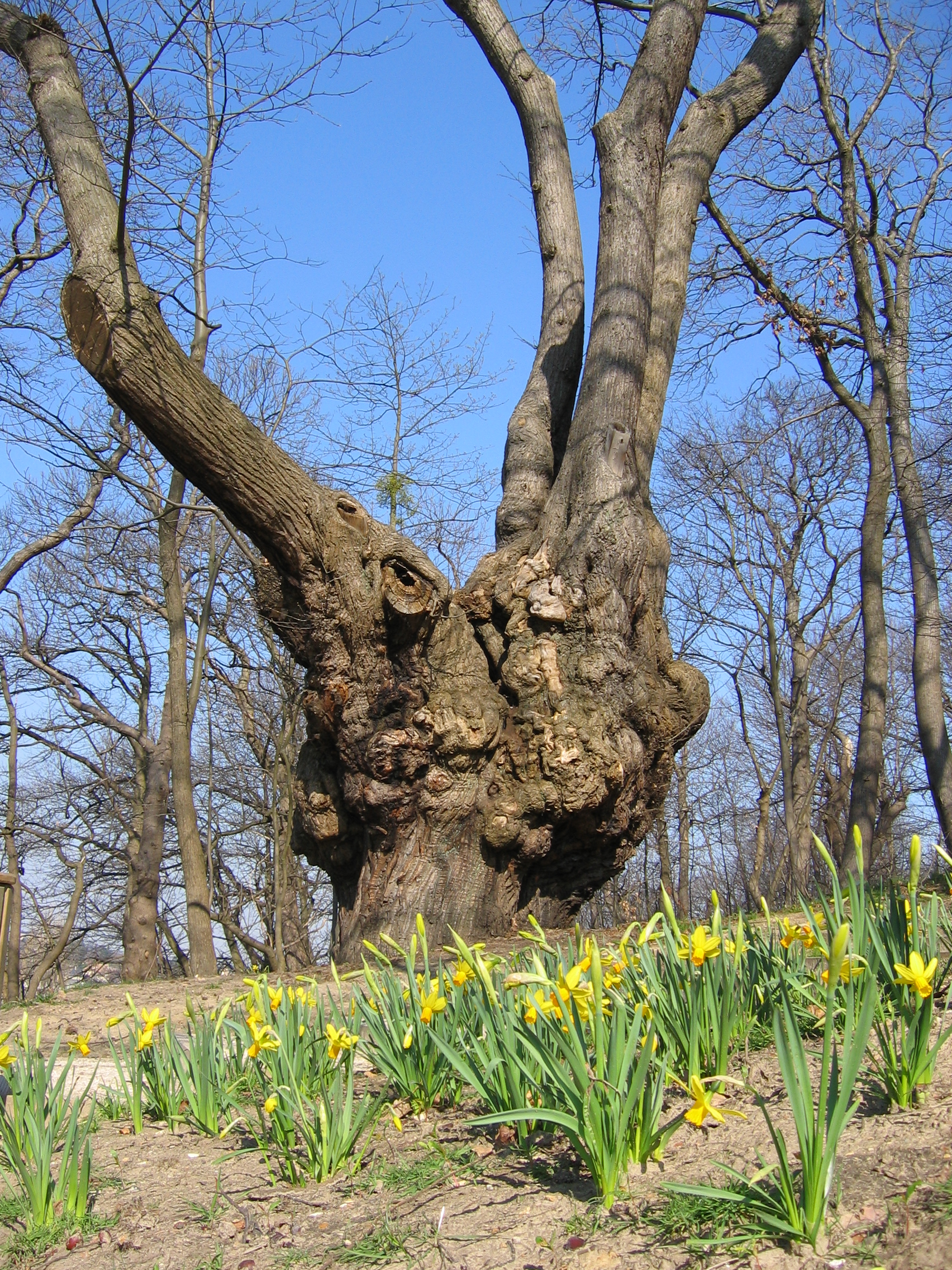
Un châtaignier centenaire.
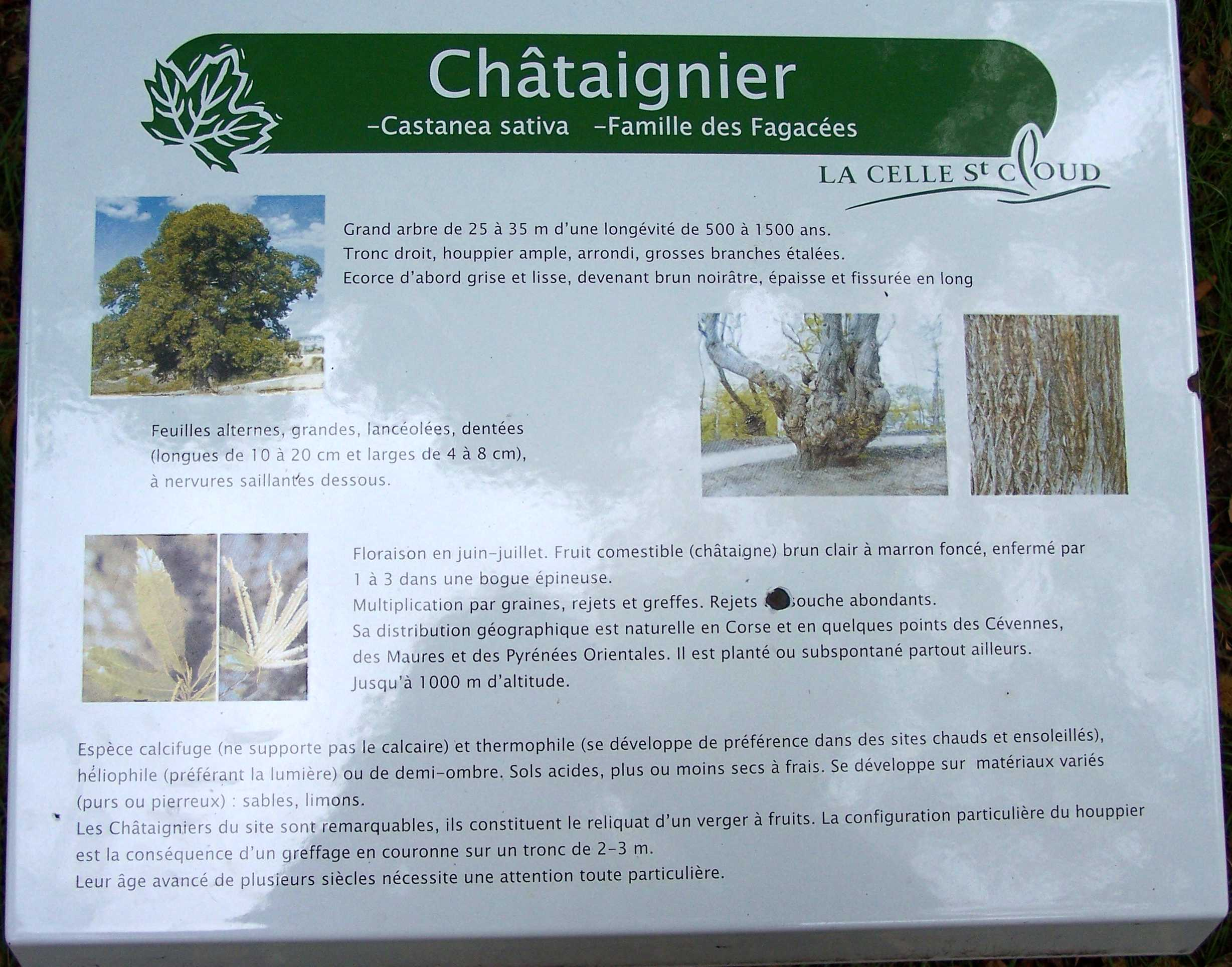
Information sur le châtaignier.

#### Châtaignier de La Celle-Saint-Cloud
Le châtaignier de La Celle-Saint-Cloud est un châtaignier commun (Castanea sativa), dont l'âge est estimé à 330 ans, qui se trouve place du Général-Audran à la Celle-Saint-Cloud dans le quartier résidentiel de la Châtaigneraie. Cet arbre a remporté le prix du public 2021 dans le cadre du concours de l'Arbre de l'année qui récompense chaque année les plus beaux arbres du patrimoine français. Il avait déjà été élu Arbre de l'année 2021 pour l'Île-de-France.

### La Celle-Saint-Cloud et les arts

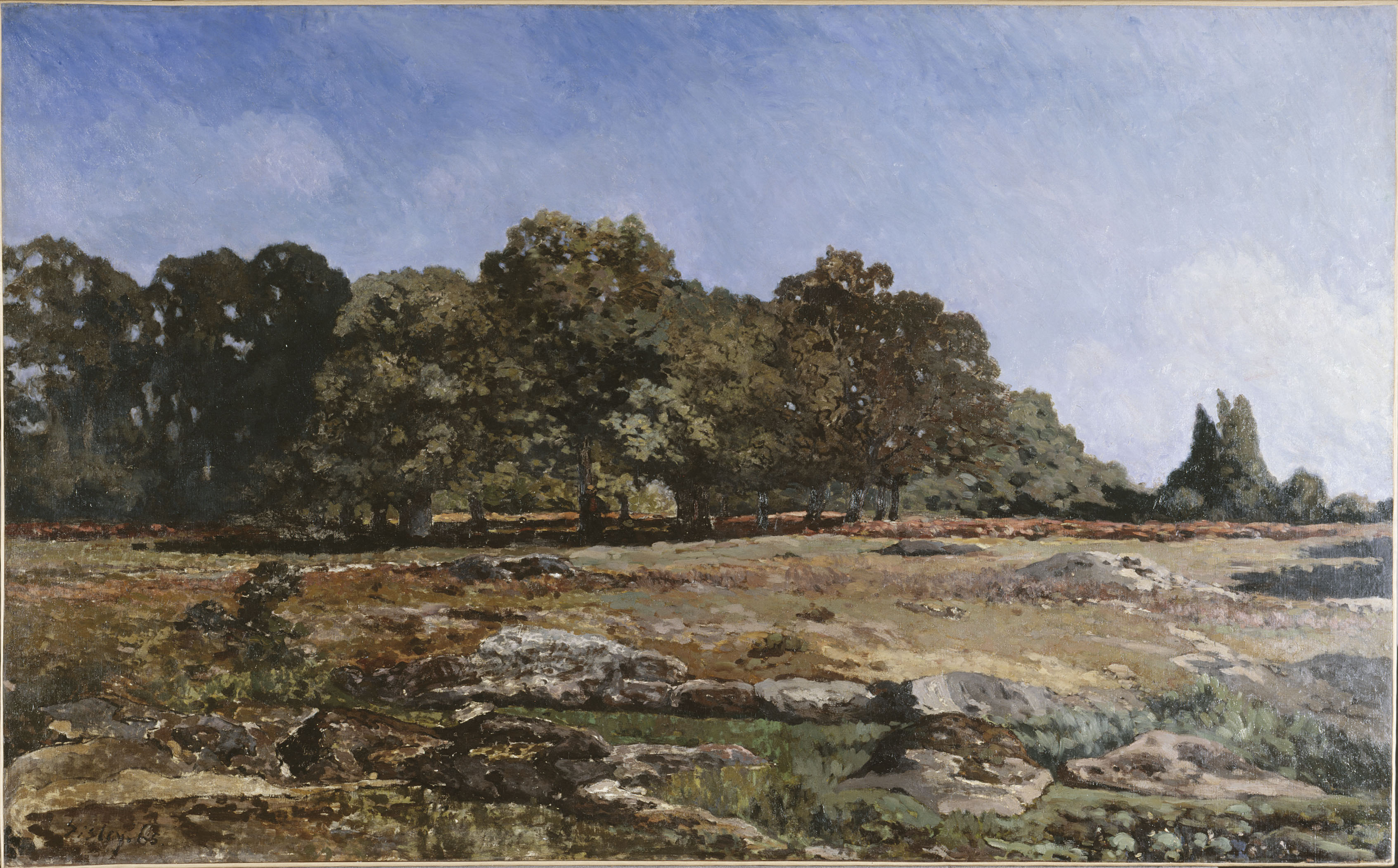
Allée de châtaigniers à La Celle-Saint-Cloud 1865 par Alfred Sisley, musée du Petit Palais.

En 1832, l'artiste paysagiste, Louise-Joséphine SARAZIN de BELMONT (1790-1870), peint le Bourg vu depuis le petit bois du Tournebride.
En 1865, Alfred Sisley peint dans les bois de La Celle-Saint-Cloud Allée de châtaigniers à La Celle-Saint-Cloud qu'il envisagea vraisemblablement d'exposer au Salon de Paris en 1866 (aujourd'hui au Musée du Petit Palais à Paris) avec Bazille, sa première toile répertoriée peinte sur le motif. Il en réalisera au moins deux autres sur ce sujet, dont la même année une toile variante portant le même titre, aujourd'hui à l'Ordrupgaard museum de Copenhague, et en 1867, Allée de châtaigniers près de La Celle-Saint-Cloud, exposée au Salon de Paris en 1868, aujourd'hui à la Southampton City Art Gallery.
En 2015, dans son album Bleu Noir, le rappeur Georgio délivre un titre intitulé « La Celle-Saint-Cloud ». Chanson à travers laquelle il retrace une période de sa vie où il vivait avec sa grand-mère à La Celle-Saint-Cloud.

### Personnalités liées à la commune
- Saint Clodoald (VIe siècle), petit-fils du roi Clovis, ermite sur les coteaux de La Celle-Saint-Cloud.
- Madame de Pompadour, propriétaire du château de La Celle (1748-1750).
- Charles-Gilbert Morel de Vindé (1759-1842), pair de France, propriétaire du château de La Celle et bienfaiteur de la commune (1804-1842).
- Anastasie de Circourt (1808-1863), salonnière et épistolière française d’origine russe ayant construit la villa des Bruyères, qui est toujours visible.
- Adolphe de Circourt (1801-1879) époux d’Anastasie de Circourt (voir ci-dessus). Il passe la fin de sa vie dans la villa des Bruyères et y meurt.
- L’impératrice Eugénie (1826-1920), qui y possédait un domaine privé (55 ha) de 1860 à 1888 qu'elle revendit à Edmond Blanc.
- Marie Belloc Lowndes (1868-1947), écrivaine très connue en Angleterre. Un de ses romans décrit sa jeunesse passée à La Celle. Elle est enterrée au cimetière communal.
- Hilaire Belloc (1870-1953), né à La Celle, frère de Marie Belloc, célèbre écrivain naturalisé anglais.
- Damia (1889-1978), chanteuse adulée de l'entre-deux-guerres y meurt en 1978.
- Eugène Weidmann (1908-1939), assassin célèbre des années 1930, tua et enterra certaines de ses victimes dans la villa « La Voulzie », avenue Pigault-Lebrun. Il sera le dernier condamné à mort exécuté en place publique à Versailles.
- Lucien-René Duchesne (1908-1984) maire de La Celle-Saint-Cloud (1959-1981).
- Jean-Louis Gasquet (1923-2020) maire de La Celle-Saint-Cloud (1981-1995).
- Philippe Loiseleur des Longchamps Deville (Dakar, 1923 - Toulouse, 2003), citoyen de La Celle-Saint-Cloud de 1967 à 1984, historien, premier historiographe de La Celle-Saint-Cloud en 1979.
- Roland Guillaumel, né à Plémet en 1926, sculpteur, Prix de Rome, demeurant sur la commune.
- Elizabeth Ann Haryett dite Miss Howard (1823-1865), comtesse et châtelaine de Beauregard, maîtresse et soutien financier de Louis-Napoléon Bonaparte (futur Napoléon III).
- Bruno Braquehais (1823-1875), précurseur du photojournalisme[35] et photographe de la Commune de Paris. Il meurt dans sa maison de campagne celloise.
- Jean Lefebvre (1919-2004) acteur ayant habité la ville dans le quartier de la Feuillaume
- Jean-Pierre Pescatore (1793-1855), industriel et banquier d'origine luxembourgeoise, propriétaire du Petit Château, philanthrope.
- Edmond Blanc (1856-1920), célèbre éleveur de chevaux de course, maire de La Celle-Saint-Cloud, constructeur du château de Saint François d'Assise.
- Maria Tenicheva dite princesse Tenicheff (1858-1928), artiste, mécène et collectionneuse d'art. Elle fuit la révolution russe et habite la commune jusqu'à son décès. Elle est enterrée au cimetière ancien.
- Paul Poiret (1878-1944), célèbre couturier, locataire du pavillon du Butard, y donna de somptueuses fêtes.
- Gustave Mesureur (1847-1925), homme politique et maire de La Celle-Saint-Cloud (1912-1919).
- Charles Du Bos (1882-1939), écrivain et critique littéraire, s'y est marié, y est mort et y est enterré avec son gendre, le traducteur tchèque Jan Čep (1902-1974).
- Marcel Cerdan (1916-1949), célèbre boxeur prend ses quartiers au camp d’entraînement du V.C.L à La Celle-Saint-Cloud à partir de 1937.
- Mohammed V du Maroc (1909-1961), sultan puis roi du Maroc, signa en novembre 1955 au château de La Celle avec Antoine Pinay, président du Conseil des ministres français, les accords qui permirent son retour au pouvoir et l'indépendance du Maroc.
- Serge Reggiani (1922-2004), acteur et chanteur, a habité une maison rue de la République entre 1952 et 1956.
- Marie-Antoinette Rouilly Le Chevallier (née en 1925), peintre et graveuse, résidant au domaine Saint-François-d'Assise.
- Haroun Tazieff (1914-1998), géologue, a longtemps eu une résidence à La Celle-Saint-Cloud (domaine Saint-François-d'Assise).
- Georges de Caunes (1919-2004), journaliste, a aussi résidé au domaine Saint-François-d'Assise.
- Ludivine Sagnier (née en 1979 à La Celle-Saint-Cloud), actrice française[36].
- Pierre Marion (1921-2010), haut fonctionnaire et ancien directeur de la direction générale de la Sécurité extérieure, résidait à La Celle-Saint-Cloud[37].
- Michel Quéval (Rouen, 1929 - Boulou, 2005), pianiste, chef d'orchestre et compositeur, fondateur du conservatoire de La Celle-Saint-Cloud, dont il fut le directeur.
- Alain Bashung (1947-2009), chanteur, a habité dans le quartier de la Châtaigneraie[38].
- Stéphane Delajoux, neurochirurgien[39].
- Michel Rocard, homme politique, présida au château la réunion interministérielle qui contribua à fixer la politique française sur les projets de monnaie unique et d'espace européen, le 22 octobre 1988[40].
- Claude Makelele, footballeur[41].
- Alain Baraton, jardinier en chef au château de Versailles, chroniqueur hebdomadaire sur France Inter depuis 2004, est né à La Celle-Saint-Cloud en 1957[42].
- René Audran, ingénieur général de l'armement, assassiné par le groupe armé d'extrême gauche Action Directe le 25 janvier 1985.
- Marine Le Pen a habité dans le quartier de la Châtaigneraie jusqu'en fin 2017[43], elle possède une "belle propriété" dans cette ville depuis 2014[44] où elle vit toujours en 2022. Jean-Marie Le Pen y vit également après l'incendie de sa maison, dans le quartier de la Feuillaume[réf. nécessaire].
- Pierre Hautefeuille (1916-1999), résistant et général français, Compagnon de la Libération, mort à La Celle-Saint-Cloud.
- Pierre Belfond (1933-2022), éditeur français, mort à La Celle-Saint-Cloud.

### Héraldique
| Armes de La Celle-Saint-Cloud | Les armes de La Celle-Saint-Cloud se blasonnent ainsi : D'azur au cor de chasse d'or enfermant une fleur de lys du même, au chef d'argent chargé de trois têtes d'aigle arrachées de sable. |